# Mikelangelo Loconte
Mikelangelo Loconte, pseudonimo di Michele Loconte (Cerignola, 5 dicembre 1973), è un cantante e musicista italiano.

## Biografia
Michele Loconte è nato a Cerignola il 5 dicembre del 1973, suona la tastiera, il pianoforte, la chitarra, la batteria e le percussioni.
Nel 1993 Michele Loconte partecipa al festival di Castrocaro. Rita Pavone e Teddy Reno lo proclamano vincitore, nel 1994, del "Festival degli sconosciuti" con l'interpretazione della sua canzone Aria, l'edizione fu trasmessa su Rai Due. Proprio con la partecipazione a Castrocaro, Michele Loconte inizia ufficialmente la sua carriera di cantautore, prende parte ai diversi programmi televisivi e scrive diverse canzoni come Anima nuvola, Goodbye Paris, Foglia d'Africa.
Partecipa nel 2001 alla finale del festival di Castrocaro interpretando la canzone Ad ogni modo. Per ben dieci anni Mikelangelo canta e suona con il gruppo rock della sua città natale, "Art Decade".
Nel 2000 comincia la sua carriera nel Belgio col musical Les Nouveaux Nomades del cantautore Claude Barzotti e dell'autrice Anne-Marie Gaspard, per il quale registra nello studio le canzoni dopo averle memorizzate foneticamente.
Nel 2008 interpreta il ruolo principale di Wolfgang Amadeus Mozart nel musical francese Mozart l'opéra rock, una creazione di Dove Attia e Albert Cohen, che riscontra grande successo in Francia, Belgio e Svizzera. Il suo primo singolo, Tatoue-moi, è stato numero uno in classifica in Francia nel 2009. Sempre nel 2009, la città di Liegi, dove risiede, lo ha eletto cittadino dell'anno nella categoria cultura. Nonostante il successo in Europa francofona, rimane tuttora poco noto in Italia.
Dal 2016 interpreta il ruolo di Mr Loyal nel musical Timéo.

## Filmografia parziale

### Attore
- Mozart L'Opéra Rock (2010) - direct-to-video
- Mozart l'opéra Rock 3D - film TV (2011)

## Teatro (parziale)
- Mozart L'Opéra Rock (2008)
- Timéo (2016)

## Discografia parziale

### Solista
Singoli
- 2009 - Tatoue-moi